# Термини

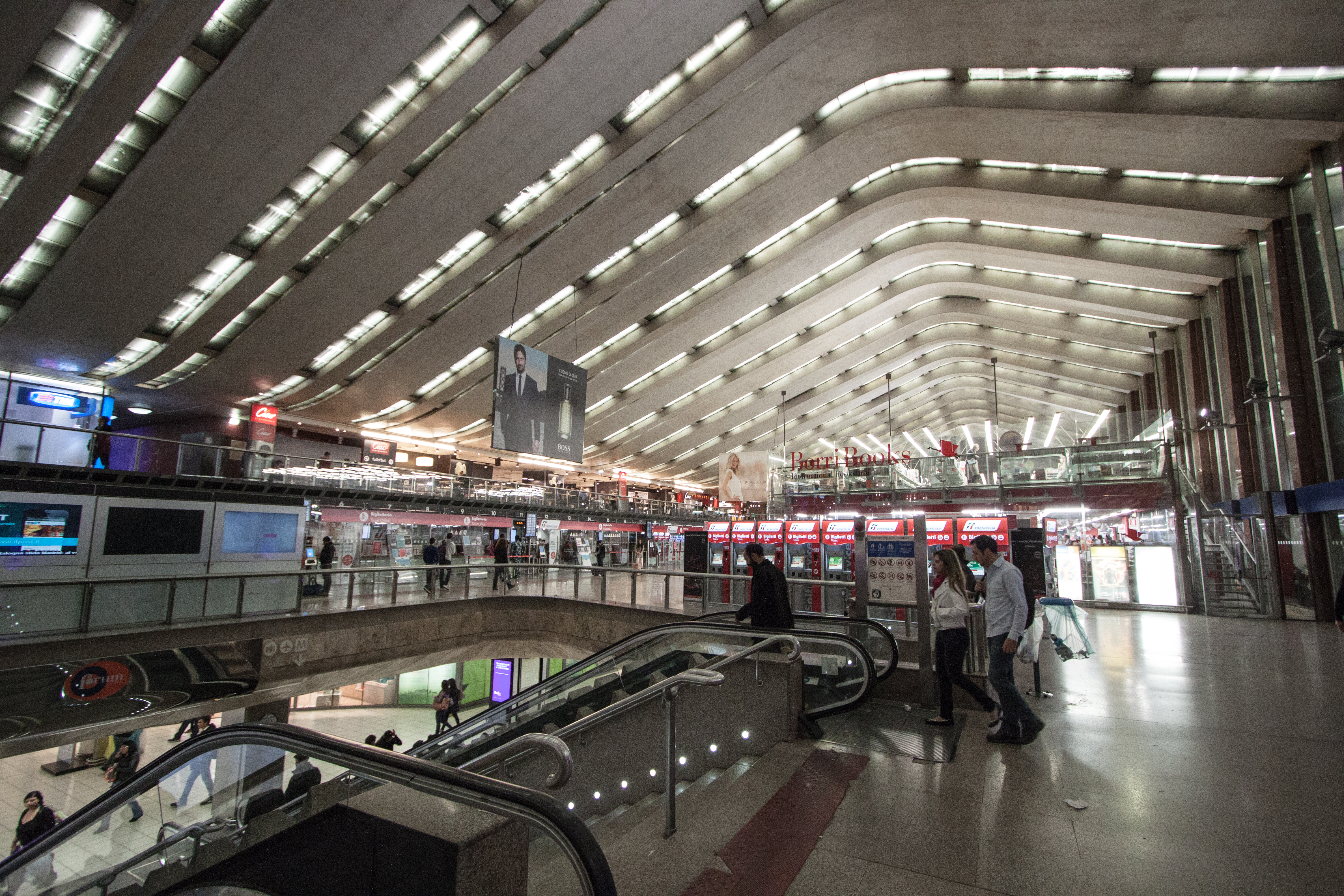
Внутри вокзала

Те́рмини (итал. Termini) — главный вокзал Рима. Ежегодно пропускает свыше 150 млн пассажиров, занимая шестое место в Европе по этому показателю. Фасад вокзала выходит на пьяцца дей Чинквеченто. Соединяется переходами с одноимённой станцией метро и автовокзалом.
В 1856 году была построена железнодорожная линия, соединившая Рим с городом Фраскати. Для обслуживания этой дороги понадобился вокзал. Предшественник нынешнего вокзала был открыт папой Пием IX на месте виллы Монтальто-Перетти 25 февраля 1863 года и получил название по расположению напротив терм Диоклетиана. В то время предполагалось, что это будет единственный вокзал «вечного города».
Строительство постоянного вокзала, с фасадом на виа Кавур, началось 5 лет спустя. В 1937 году при перестройке Рима в преддверии несостоявшейся Всемирной выставки 1942 года Муссолини инициировал строительство более вместительного вокзала по проекту 1938 года архитектора Аньоло Мадзони. Строительство было прервано в 1943 году из-за войны (успели построить только боковые корпуса). С падением фашизма Мадзони поспешил переработать проект, устранив все предусмотренные атрибуты и предложив вместо грандиозного портика, предусмотренного версией 1938 года, простой лаконичный фасад. Однако министерство коммуникаций решило полностью пересмотреть проект, поручив выполнение работ другим проектировщикам.
Вокзал был построен в 1950 году в соответствии с новой концепцией безликого интернационального модернизма с плоским фасадом, остеклённым атриумом и большим железобетонным навесом, полностью скрывшими «фашистскую архитектуру» проекта Мадзони. Новый проект разработали Эудженио Монтуори, Лео Калини и группа под руководством Аннибале Вителлоцци, победителей конкурса, объявленного в 1947 году. Боковые корпуса вокзала Термини, за исключением бывшего Королевского павильона, построены по проекту Мадзони. Они представляют собой протяжённые двухъярусные аркады с традиционной для Рима облицовкой из светлого травертина — своеобразная аллюзия на древнеримскую архитектуру, в частности, на арки  Колизея. За внушительные размеры римляне прозвали это здание, открывшееся в 1950 году, «динозавром».